# Майкен, Патрисия
Патрисия «Пэт» Майкен (англ. Patricia "Pat" Mickan; родилась 12 марта 1957 года, Ренмарк, штат Южная Австралия, Австралия) — австралийская профессиональная баскетболистка, выступала в женской национальной баскетбольной лиге за клубы «Уэст-Аделаида Беаркэтс» и «Норт-Аделаида Рокетс». Играла на позиции лёгкого форварда. Член Зала славы австралийского баскетбола с 2013 года.
В составе национальной сборной Австралии принимала участие в Олимпийских играх 1984 года в Лос-Анджелесе и Олимпийских играх 1988 года в Сеуле, на чемпионате мира 1979 года в Южной Корее, чемпионате мира 1983 года в Бразилии и мундиале 1986 года в СССР.

## Ранние годы
Патрисия родилась 12 марта 1957 года в городе Ренмарк (штат Южная Австралия), у неё есть младший брат, Марк, который выступал в Австралийской баскетбольной лиге.